# ワグネル・フェレイラ・ドス・サントス
ワグネル（Wágner）こと、ワグネル・フェレイラ・ドス・サントス（ポルトガル語: Wágner Ferreira dos Santos、1985年1月29日 - ）は、ブラジル・ミナスジェライス州の元サッカー選手。現役時代のポジションはミッドフィールダー。

## 経歴

### クラブ
アメリカFCの下部組織出身でそのままトップチームに昇格し選手となった。ここではフレッジとチームメイトになっており、この二人は後にフルミネンセFCでもチームメイトになった。ワグネルはその後クルゼイロECに移籍した。2007年1月にクルゼイロECは彼を900万ユーロの移籍金でアル・イテハドに売却したものの、6月までにアル・イテハドが移籍金の支払いを終えなかったために移籍条項によってクルゼイロECに復帰した。なお、アル・イテハドではクラブの優勝に大きく貢献していた。2009年8月7日にChampionat.ruはワグネルが600万ユーロでFCロコモティフ・モスクワに移籍する事を報じ、その3日後に同クラブのニコライ・ナウモフがこれを認めた。
2011年1月17日に300万ユーロでガズィアンテプスポルに移籍。監督のアブドゥッラー・エルジャンとの確執から、互いの合意を経て契約解消となった。
その後、フルミネンセFCを経て天津泰達に移籍。

### 代表
ブラジルのアンダー年代の代表として出場経験がある。親善試合の際にA代表にも招集されたものの、出場は果たせなかった。

## プレースタイル
彼は左利きの攻撃的ミッドフィールダーあるいはフォワードであるが、右足も同様に使う事が出来る。カンピオナート・ブラジレイロでの2006シーズンは全試合に攻撃的ミッドフィールダーとして出場したものの、序盤の10試合で8得点とフォワード級の得点を見せた。彼は直截フリーキックを得意としており、これらの点数の多くはこのセットプレーから生まれた物である。

## タイトル

### クラブ
クルゼイロEC
- カンピオナート・ミネイロ：2006、2008、2009

フルミネンセFC
- カンピオナート・カリオカ：2012
- タッサ・グアナバラ：2012
- カンピオナート・ブラジレイロ・セリエA：2012

### 個人
- ボーラ・ジ・プラッタ：2006、2008